# Лёгкие крейсера типа «Омаха»
Лёгкие крейсера типа «Омаха» — тип лёгких крейсеров флота США времён Второй мировой войны. Всего построено 10 кораблей: «Омаха» (CL-4 Omaha), «Милуоки» (CL-5 Milwaukee), «Цинциннати» (CL-6 Cincinnati), «Рейли» (CL-7 Raleigh), «Детройт» (CL-8 Detroit), «Ричмонд» (CL-9 Richmond), «Конкорд» (CL-10 Concord), «Трентон» (CL-11 Trenton), «Марблехед» (CL-12 Marblehead), «Мемфис» (CL-121 Memfis).
Первые полноценные лёгкие крейсера флота США.

## Конструкция
Впервые в американской практике энергетическая установка располагалась эшелонно — МО находились между носовой и кормовой группами КО.

## Служба
«Омаха» — заложен 6 декабря 1918 г., спущен 14 декабря 1920 г., вошёл в строй 24 февраля 1923 г.
«Милуоки» — заложен 13 декабря 1918 г., спущен 24 марта 1921 г., вошёл в строй 20 июня 1923 г., c 20 апреля 1944 года в составе Северного Флота ВМФ СССР под именем «Мурманск»
«Цинцинати» — заложен 15 мая 1920 г., спущен 23 мая 1921 г., вошёл в строй 1 января 1924 г.
«Рейли» — заложен 16 августа 1920 г., спущен 25 октября 1922 г., вошёл в строй 6 февраля 1924 г.
«Детройт» — заложен 10 ноября 1920 г., спущен 20 июня 1922 г., вошёл в строй 31 июля 1923 г.
«Ричмонд» — заложен 16 февраля 1920 г., спущен 29 сентября 1921 г., вошёл в строй 2 июля 1923 г.
«Конкорд» — заложен 29 марта 1920 г., спущен 15 декабря 1921 г., вошёл в строй 3 ноября 1923 г.
«Трентон» — заложен 18 августа 1920 г., спущен 16 апреля 1923 г., вошёл в строй 19 апреля 1924 г.
«Марблехед» — заложен 4 августа 1920 г., спущен 9 октября 1923 г., вошёл в строй 8 августа 1924 г.
«Мемфис» — заложен 14 октября 1920 г., спущен 17 апреля 1924 г., вошёл в строй 4 февраля 1925 г.